# Declinação na língua alemã
A declinação no alemão (em alemão:  deutsche Deklination) caracteriza o idioma como uma língua fusional, pois pronomes, substantivos, adjetivos e artigos são declinados. O alemão conserva três gêneros: masculino, feminino e neutro; dois números: singular e plural; e quatro casos gramaticais: nominativo, acusativo, dativo e genitivo.

## Artigos

### Artigos definidos
Os artigos definidos (alemão: definiter Artikel, bestimmtes Geschlechtswort) equivalem às palavras o, a, os, as, do Português.
|           | Nominativo | Acusativo | Dativo | Genitivo |
| --------- | ---------- | --------- | ------ | -------- |
| Masculino | der        | den       | dem    | des      |
| Feminino  | die        | die       | der    | der      |
| Neutro    | das        | das       | dem    | des      |
| Plural    | die        | die       | den    | der      |

### Artigos indefinidos
Os artigos indefinidos (alemão: indefiniter Artikel, unbestimmtes Geschlechtswort) equivalem às palavras um e uma do Português. Não há plural do artigo indefinido do alemão.
|           | Nominativo | Acusativo | Dativo | Genitivo |
| --------- | ---------- | --------- | ------ | -------- |
| Masculino | ein        | einen     | einem  | eines    |
| Feminino  | eine       | eine      | einer  | einer    |
| Neutro    | ein        | ein       | einem  | eines    |

### Artigos negativos
O artigo negativo (alemão nova: Negationsartikel) é declinado da mesma forma que o artigo indefinido, mas possui plural. Equivale às palavras nenhum, nenhuma do português.
|           | Nominativo | Acusativo | Dativo | Genitivo |
| --------- | ---------- | --------- | ------ | -------- |
| Masculino | kein       | keinen    | keinem | keines   |
| Feminino  | keine      | keine     | keiner | keiner   |
| Neutro    | kein       | kein      | keinem | keines   |
| Plural    | keine      | keine     | keinen | keiner   |

## Pronomes

### Pronomes pessoais

#### Primeira pessoa
Os pronomes pessoais da primeira pessoa do singular do alemão equivalem às palavras portuguesas eu, mim e me. Os do plural equivalem às palavras portuguesas nós e nos.
|          | Nominativo | Acusativo | Dativo | Genitivo |
| -------- | ---------- | --------- | ------ | -------- |
| Singular | ich        | mich      | mir    | meiner   |
| Plural   | wir        | uns       | uns    | unser    |

#### Segunda pessoa
Os pronomes pessoais da segunda pessoa do singular do alemão equivalem às palavras portuguesas tu, ti e te. Os do plural equivalem às palavras portuguesas vós e vos.
|          | Nominativo | Acusativo | Dativo | Genitivo |
| -------- | ---------- | --------- | ------ | -------- |
| Singular | du         | dich      | dir    | deiner   |
| Plural   | ihr        | euch      | euch   | euer     |

#### Terceira pessoa
Os pronomes pessoais da terceira pessoa do singular do alemão equivalem às palavras portuguesas ele, ela, o, a e lhe. Os do plural equivalem às palavras portuguesas eles, elas, os, as e lhes. O reflexivo equivale ao se, si.
|           | Nominativo | Acusativo | Dativo | Genitivo | Reflexivo |
| --------- | ---------- | --------- | ------ | -------- | --------- |
| Masculino | er         | ihn       | ihm    | seiner   | sich      |
| Feminino  | sie        | sie       | ihr    | ihrer    | sich      |
| Neutro    | es         | es        | ihm    | seiner   | sich      |
| Plural    | sie        | sie       | ihnen  | ihrer    | sich      |

### Pronomes interrogativos
|  | Nominativo            | Acusativo               | Dativo           | Genitivo              |
|  | --------------------- | ----------------------- | ---------------- | --------------------- |
|  | wer (quem? - sujeito) | wen (quem? - o. direto) | wem (para quem?) | wessen (de quê/quem?) |

|           | Nominativo | Acusativo | Dativo  | Genitivo |
| --------- | ---------- | --------- | ------- | -------- |
| Masculino | welcher    | welchen   | welchem | welches  |
| Feminino  | welche     | welche    | welcher | welcher  |
| Neutro    | welches    | welches   | welchem | welches  |
| Plural    | welche     | welche    | welchen | welcher  |

### Pronomes relativos
Os pronomes relativos substituem um elemento em uma oração subordinada. Declinam de acordo com a função que desempenham na oração subordinada. No Português, são: que, quem, o qual, a qual, os quais, as quais, cujo, cujos, cuja e cujas.
|           | Nominativo | Acusativo | Dativo | Genitivo |
| --------- | ---------- | --------- | ------ | -------- |
| Masculino | der        | den       | dem    | dessen   |
| Feminino  | die        | die       | der    | deren    |
| Neutro    | das        | das       | dem    | dessen   |
| Plural    | die        | die       | denen  | deren    |

### Pronomes possessivos
Todos os pronomes possessivos do alemão (mein, dein, sein, ihr, unser, euer e Ihr) seguem o paradigma de inflexão abaixo, em concordância com o substantivo seguinte: (o possessivo euer muda para eur- ao receber desinência)
|           | Nominativo | Acusativo | Dativo | Genitivo |
| --------- | ---------- | --------- | ------ | -------- |
| Masculino | -          | -en       | -em    | -es      |
| Feminino  | -e         | -e        | -er    | -er      |
| Neutro    | -          | -         | -em    | -es      |
| Plural    | -e         | -e        | -en    | -er      |

## Adjetivos
Os adjetivos em alemão podem ter duas funções: predicativa (como em "a praia é bela") ou atributiva (como em "a bela praia..."). Quando os adjetivos são predicativos, não declinam. Quando são atributivos, concordam com a palavra à qual se referem.

### Declinação forte
A declinação forte ocorre quando não há artigo ou pronome precedendo o adjetivo.
|           | Nominativo | Acusativo | Dativo | Genitivo |
| --------- | ---------- | --------- | ------ | -------- |
| Masculino | -er        | -en       | -em    | -en      |
| Feminino  | -e         | -e        | -er    | -er      |
| Neutro    | -es        | -es       | -em    | -en      |
| Plural    | -e         | -e        | -en    | -er      |

Observação: a declinação forte segue de perto as terminações dos artigos definidos, exceto quanto ao genitivo do masculino singular e do neutro singular (artigo definido "des"), em que os adjetivos são declinados com a terminação "-en".

### Declinação mista
A declinação mista ocorre quando há artigo indefinido ou pronome possessivo precedendo o adjetivo.
|           | Nominativo | Acusativo | Dativo | Genitivo |
| --------- | ---------- | --------- | ------ | -------- |
| Masculino | -er        | -en       | -en    | -en      |
| Feminino  | -e         | -e        | -en    | -en      |
| Neutro    | -es        | -es       | -en    | -en      |
| Plural    | -en        | -en       | -en    | -en      |

### Declinação fraca
A declinação fraca ocorre quando há artigo definido ou pronome (não possessivo) precedendo o adjetivo.
|           | Nominativo | Acusativo | Dativo | Genitivo |
| --------- | ---------- | --------- | ------ | -------- |
| Masculino | -e         | -en       | -en    | -en      |
| Feminino  | -e         | -e        | -en    | -en      |
| Neutro    | -e         | -e        | -en    | -en      |
| Plural    | -en        | -en       | -en    | -en      |

## Casos

### Nominativo
Quando não se pode reconhecer o acusativo, dativo ou genitivo, vemos o nominativo. Possui a função sintática de sujeito, predicativo do sujeito e predicativo do objeto.
- O aluno é preguiçoso.
- Der Schüler ist faul.
- O idioma é difícil.
- Die Sprache ist schwierig
- A criança está doente.
- Das Kind ist krank.

### Acusativo
Quando o artigo poderia ser trocado por um pronome oblíquo. Possui a função sintática de objeto direto.
Eu tenho a caneta. = Eu a tenho.
- Eu dou o lápis.
- Ich gebe den Bleistift.
- Eu vejo a mulher.
- Ich sehe die Frau.
- Eu chamo a criança.
- Ich rufe das Kind.

Nominativo: der Bleistift, die Frau, das Kind

Acusativo: den Bleistift, die Frau,  das Kind

### Dativo
Com o sentido de objeto indireto. 
(dizer algo a alguém, dar algo a uma pessoa etc.)
- Eu dou a caneta à mulher ou ao homem.
- Ich gebe der Frau oder dem Mann den Kugelschreiber.
- A mãe mostra a prenda à criança.
- Die Mutter zeigt dem Kind das Geschenk.

Nominativo: der Mann, die Frau, das Kind

Dativo: dem Mann, der Frau, dem Kind
Regra fundamental: Um objeto dativo aparece sempre antes de um objeto acusativo no casos onde o acusativo está como substantivo, caso contrário(como pronome: ihn, es, sie ...) o dativo será após, vejamos os exemplos: 
- Ich schreibe meinem Freund einen Brief.
- Escrevo uma carta a meu amigo.
- Ich gebe dem Jungen Unterricht.
- Dou aulas ao menino.
- Ich schreibe ihn meinem Freund. [ der Brief ]
- Eu a escrevo a meu amigo ( a carta ).
- Ich kaufe es meinem Vater. [ das Auto ]
- Eu o compro a meu pai. ( o carro )
- Wir zeigen sie dem Gast. [ die Tür ]
- Nós a mostramos ao hóspede. ( a porta )

### Genitivo
Posse (complemento nominal, adjunto adnominal, adjunto adverbial).
- O amigo do cachorro.
- Der Freund des Hundes.
- O vestido da mulher.
- Das Kleid der Frau.
- A mãe da criança.
- Die Mutter des Kindes.

Nomimativo: der Hund, die Frau, das Kind

Genitivo: des Hundes, der Frau, des Kindes